# The Number of the Beast (chanson)
Pour les articles homonymes, voir The Number of the Beast (homonymie).
Singles de Iron Maiden
Run to the Hills Flight of Icarus
Singles de Iron Maiden
Rainmaker The Trooper (live)
The Number of the Beast est une chanson de Iron Maiden parue en single le 26 avril 1982, issue de l'album du même nom.
En introduction de la chanson figure l'enregistrement d'un texte parlé, à savoir la lecture par l'acteur Barry Clayton d'extraits du livre de l'Apocalypse de Saint Jean (Ap 12:12 et Ap 13:18). 
Le groupe avait d'abord pensé à l'acteur Vincent Price mais les demandes financiers de ce dernier étaient trop élevées . 

## Concerts de charité
Iron Maiden donna  pour Clive Burr, atteint d'une sclérose en plaques, trois concerts de charité au Brixton Academy en mars 2002. Le dernier a été retransmis sur le site internet du groupe.

## Réédition
Une réédition est parue le 3 janvier 2005 au profit de Clive Burr, ancien batteur du groupe au moment de la sortie de la première version.
Ce disque célèbre aussi les 25 ans du groupe avec un de leurs plus grands succès.
La réédition se compose en fait de trois versions :
- Enhanced CD : avec la titre originel de 1982, sa reprise live, un live de Hallowed Be Thy Name et deux vidéos (1982 et 2002) de The number of the Beast.
- le 45 tours The number of the Beast + sa version live de 2002, en vinyle rouge.
- le 33 tours Picture-disc avec les deux mêmes titres, plus le live Remember Tomorrow du disque originel de 1982.

## Récompenses et classements
La chanson fait partie du classement des 40 meilleures chansons de Metal selon VH1 (à la septième place).

### Classements hebdomadaires
| Classement (1982)              | Meilleure position |
| ------------------------------ | ------------------ |
| Irlande (IRMA)                 | 19                 |
| Royaume-Uni (UK Singles Chart) | 18                 |

| Classement (2005)                  | Meilleure position |
| ---------------------------------- | ------------------ |
| Allemagne (GfK Entertainment)      | 76                 |
| Finlande (Suomen virallinen lista) | 2                  |
| France (SNEP)                      | 78                 |
| Irlande (IRMA)                     | 11                 |
| Italie (FIMI)                      | 5                  |
| Norvège (VG-lista)                 | 13                 |
| Royaume-Uni (UK Singles Chart)     | 3                  |
| Royaume-Uni (UK Rock Chart)        | 1                  |
| Suède (Sverigetopplistan)          | 40                 |
| Suisse (Schweizer Hitparade)       | 42                 |

### Certifications
| Pays              | Certification | Unités certifiées |
| ----------------- | ------------- | ----------------- |
| Royaume-Uni (BPI) | Argent        | 200 000           |